# مورچه‌گیرک رگه‌دار گینه‌ای
مورچه‌گیرک رگه‌دار گینه‌ای (نام علمی: Myrmotherula surinamensis) نام یک گونه از سرده مورچه‌گیرک‌ها است.